# Le Pénitencier du Colorado

Le Pénitencier du Colorado (titre original : Canon City) est un film américain réalisé par Crane Wilbur et sorti sur les écrans en 1948. 

## Synopsis
Schwartzmiller a mis au point l'évasion d'une douzaine de détenus de la prison du Colorado, préparés pendant plusieurs mois.
À la fin de l'année 1947, après avoir attaqué quatre gardiens, ils leur subtilisent leur uniforme et s'évadent. Quelques prisonniers sont rapidement repris ; quant aux autres, dont Schwartzmiller, ils sont pour le moment en cavale.

## Fiche technique
- Titre original anglais : Canon City
- Titre français : Le Pénitencier du Colorado ou Révolte au pénitencier ou Révolte au Colorado ou Pénitencier du Colorado ou Les Évadés du Colorado ou Terreur dans la ville ou Terreur sur la ville ou Canon City[1]
- Réalisation : Crane Wilbur
- Scénario : Crane Wilbur
- Direction artistique : Frank Durlauf
- Décorateur de plateau : Armor Marlowe, Clarence Steensen
- Costumes : Frances Ehren
- Maquillage : Ern Westmore, Frank Westmore
- Directeur de la photographie : John Alton
- Montage : Louis Sackin
- Musique : Irving Friedman (directeur musical)
- Producteurs : Bryan Foy, Robert Kane
- Société(s) de production : Bryan Foy Productions
- Société(s) de distribution : Eagle-Lion Films (États-Unis), Gamma-Jeannic Films (France)
- Pays d'origine :  États-Unis
- Année : 1948
- Langue originale : anglais
- Format : noir et blanc – 35 mm – 1,37:1 – mono (RCA Sound System)
- Genre : drame, thriller
- Durée : 82 minutes
- Dates de sortie : 
  -  États-Unis : 30 juin 1948
  -  France : 2 juin 1950

## Distribution
- Scott Brady (VF : Yves Furet) : Jim Sherbondy
- Jeff Corey (VF : Claude Péran) : Carl Schwartzmiller
- Whit Bissell : Richard Heilman
- Charles Russell : Tolley
- DeForest Kelley : Smalley
- Ralph Byrd (VF : Roger Rudel) : Officier Joe Gray
- Henry Brandon (VF : Roger Till) : Freeman
- Robert Bice (VF : Marc Cassot) : Morgan
- Mabel Paige : Mrs. Edith Oliver
- Bill Walker : Prisonnier
- Paul Scardon (VF : Paul Forget) : Joe Bondy
- Paul Kruger : Officier
- Margaret Kerry : Maxine Smith
- John Doucette (VF : Maurice Dorléac) : George Bauer
- Richard Irving : George Hernandez